# کیثیرا
کیثیرا (به یونانی: Κύθηρα) یکی از جزیره‌های یونان در دریای مدیترانه است. در جنوب شرق جزیره‌های پلوپونز واقع شده‌است و به‌طور سنتی یکی از هفت جزیرهٔ اصلی جزایر ایونی دانسته می‌شود هرچند که در فاصله‌ای دور از این جزیره‌ها قرار دارد.
کیثیرا در استان آتیک واقع شده‌است. شراب، پنیر بز و زیتون از تولیدات اصلی جزیره هستند.

## نگارخانه

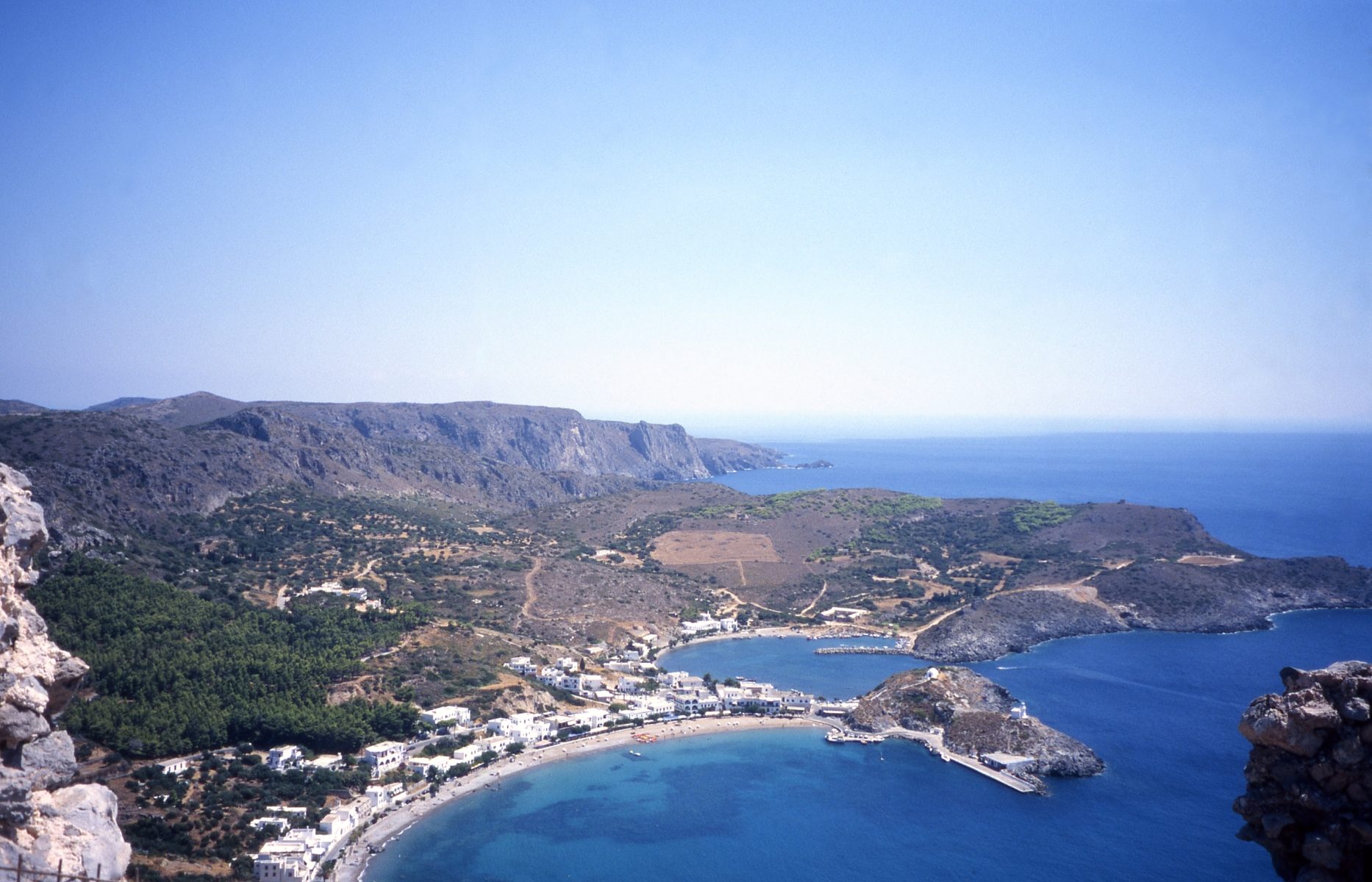
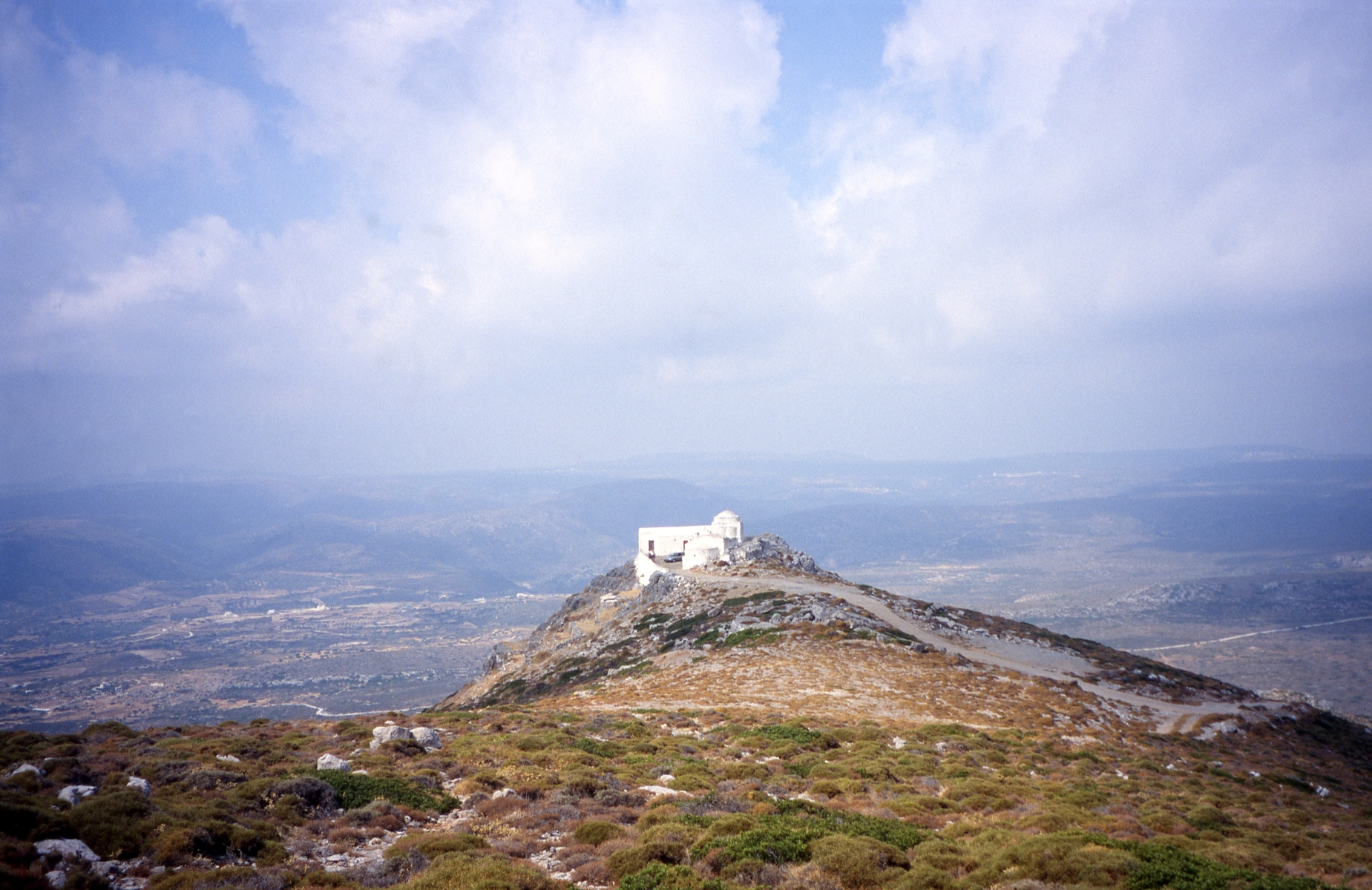
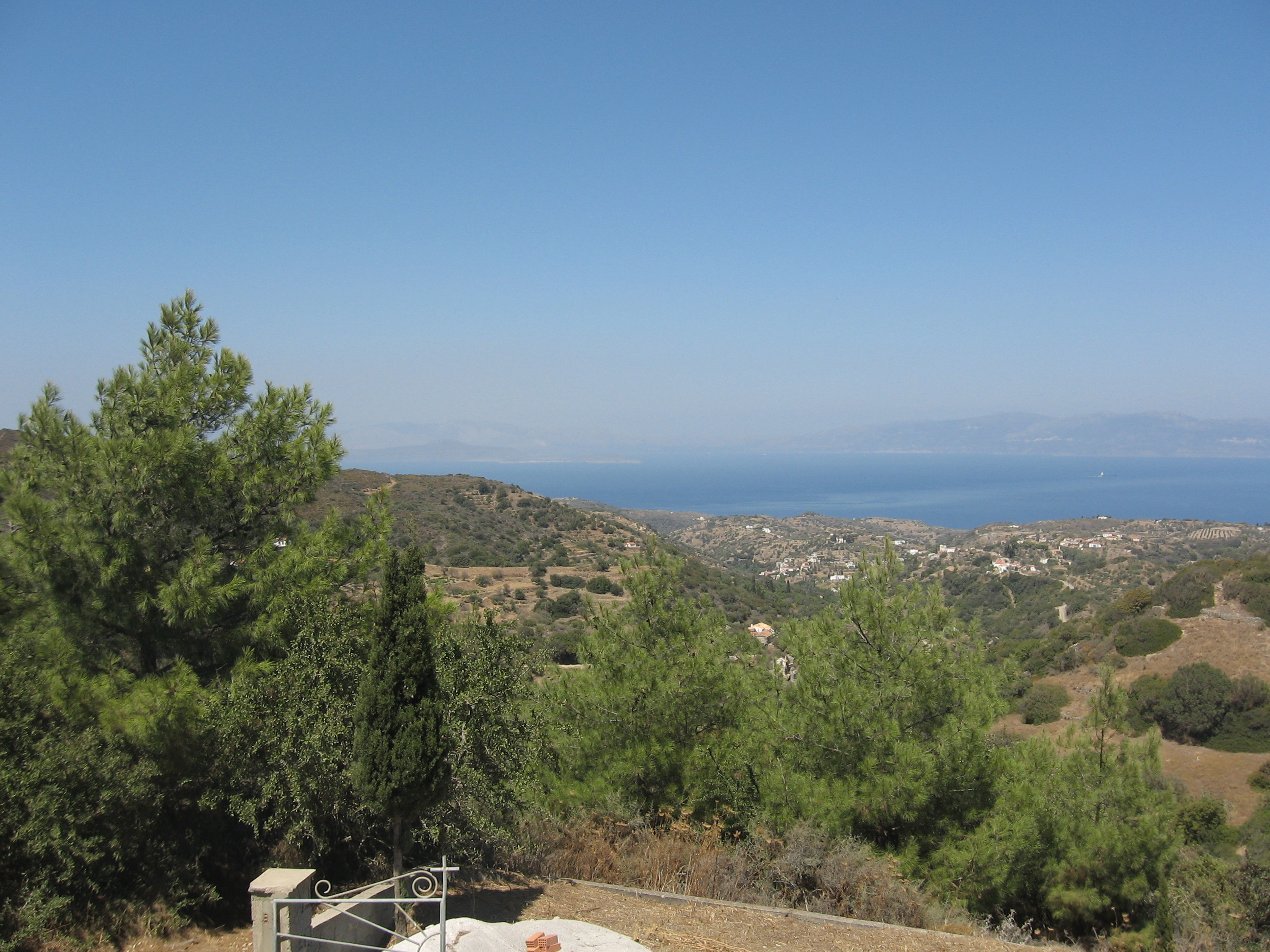
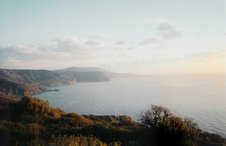
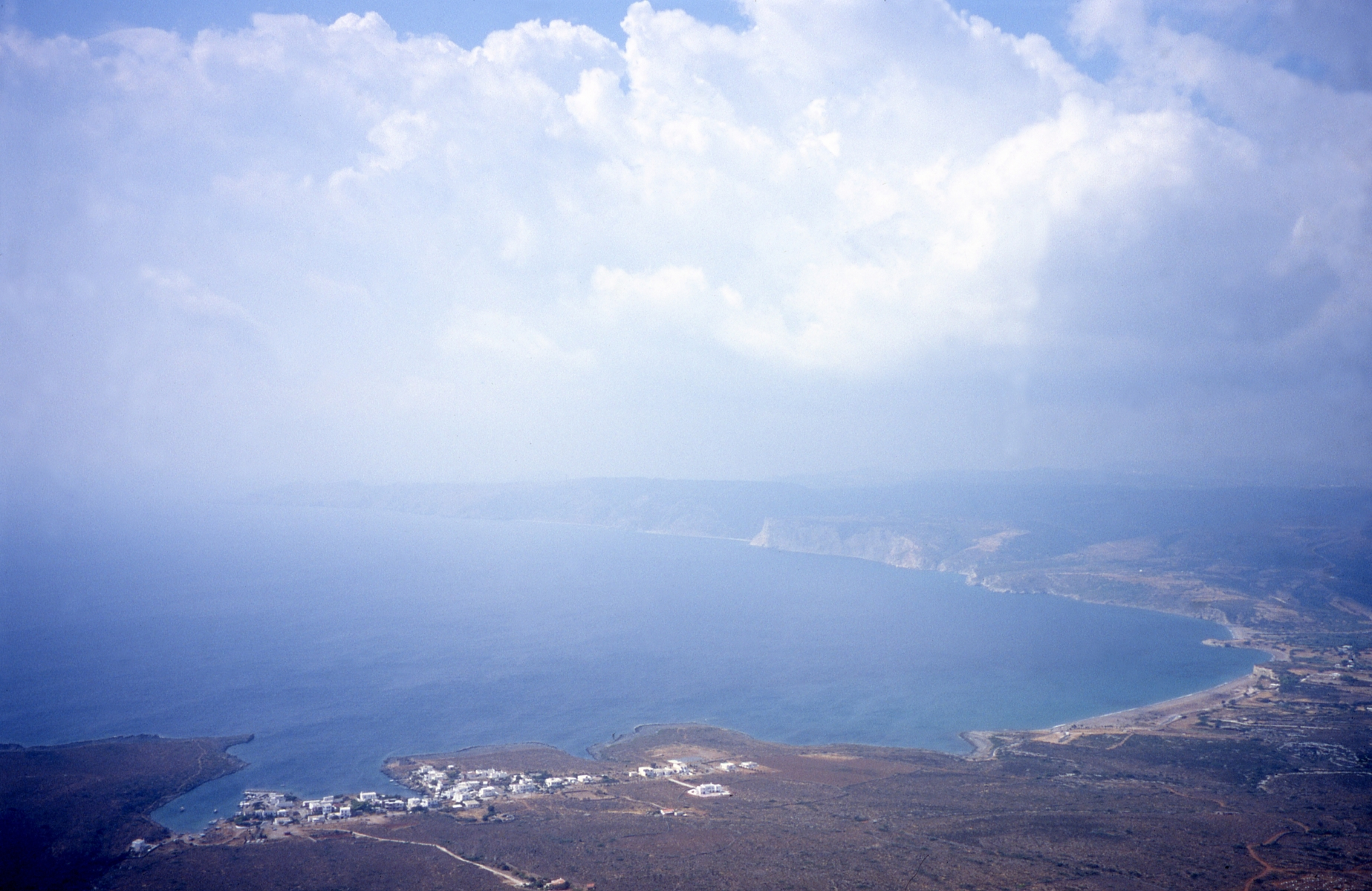
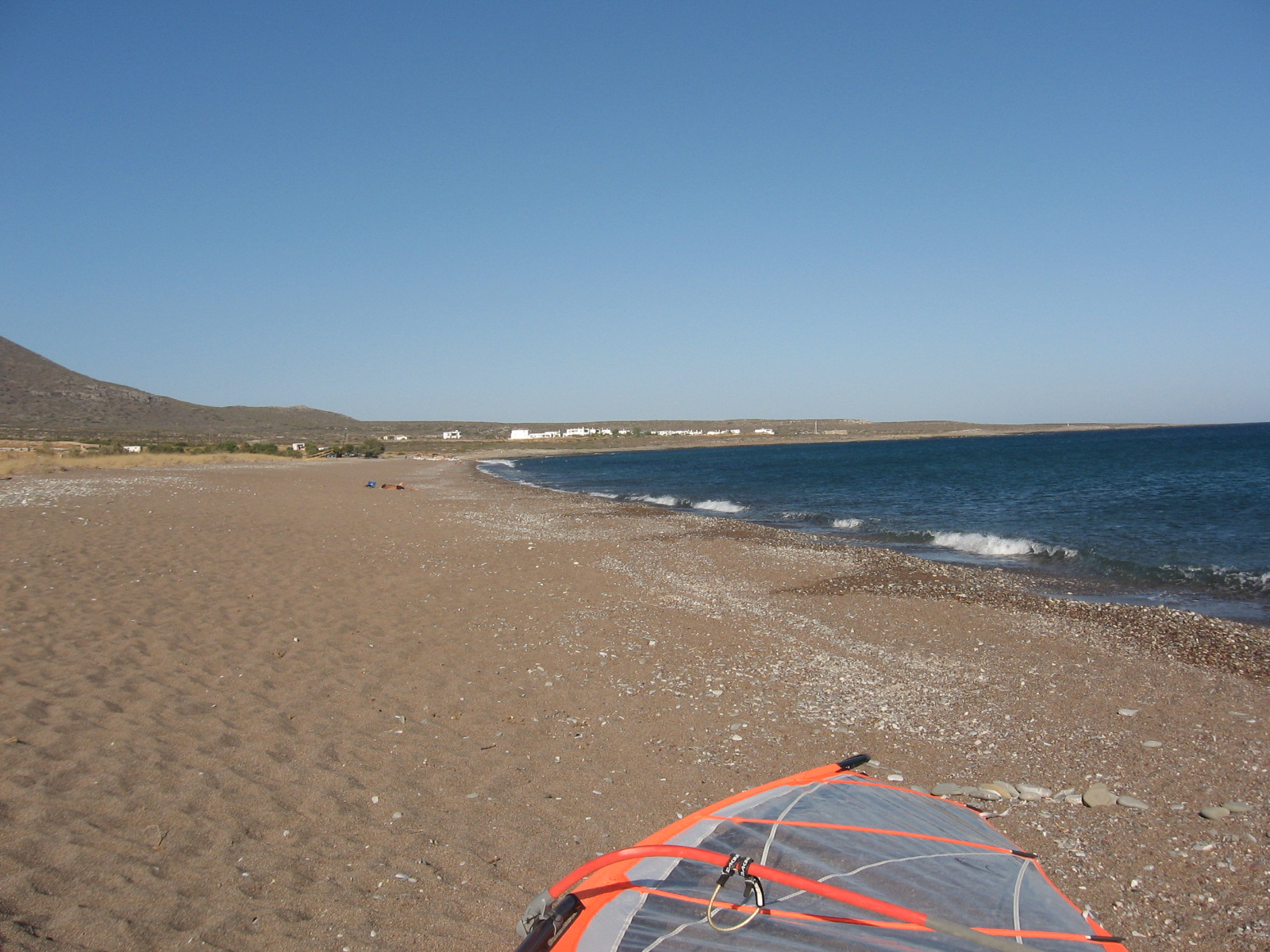
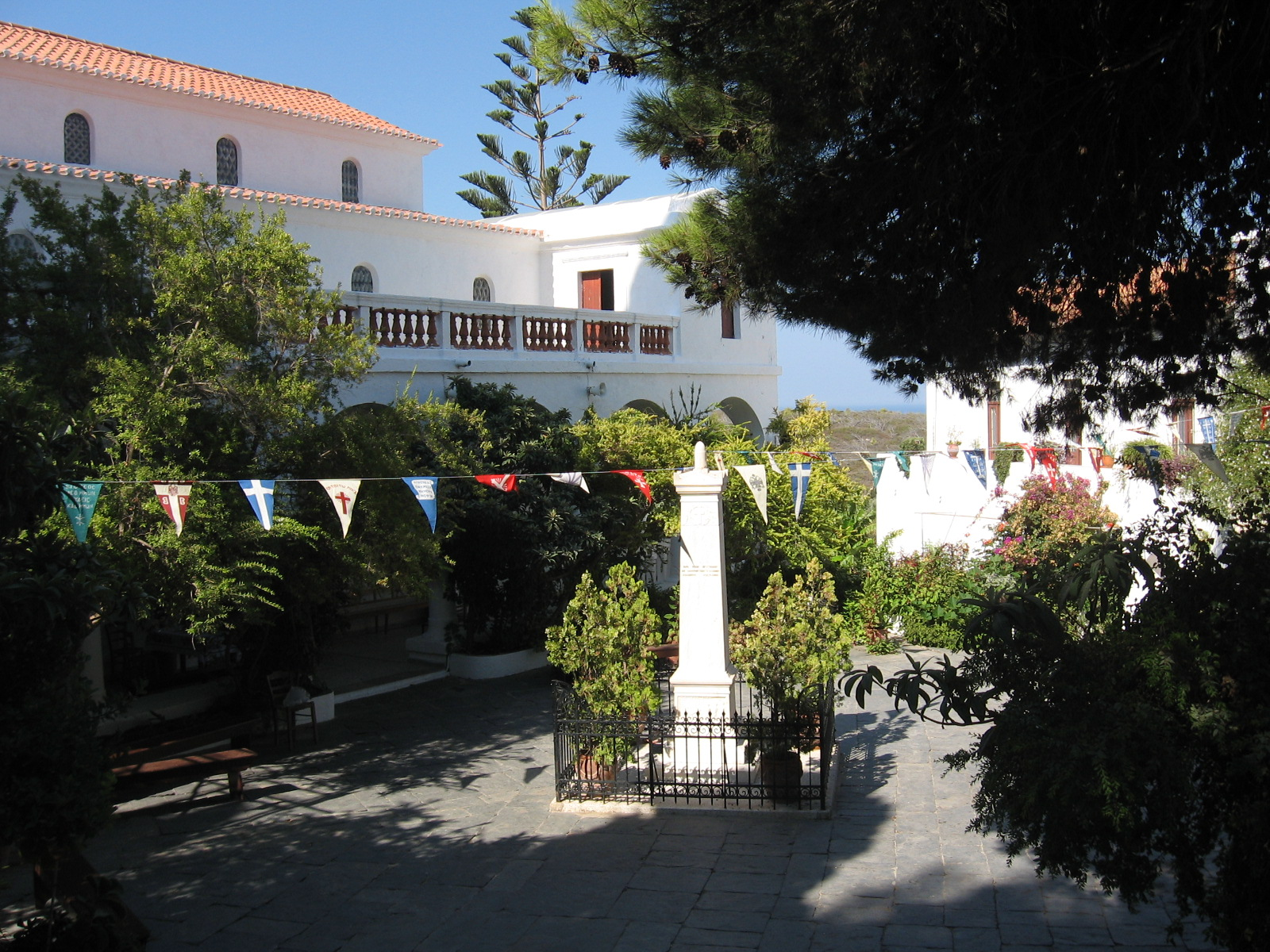
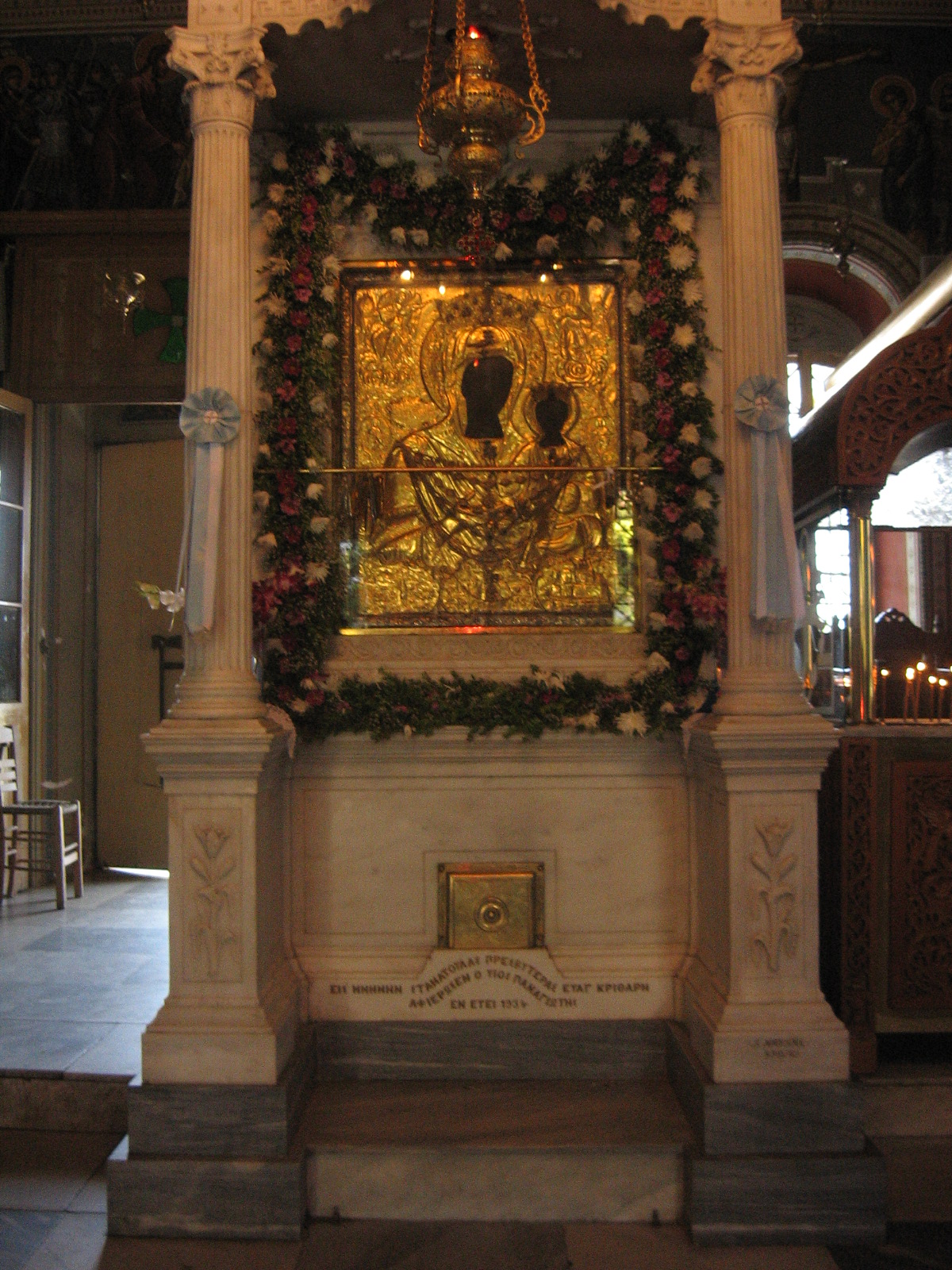
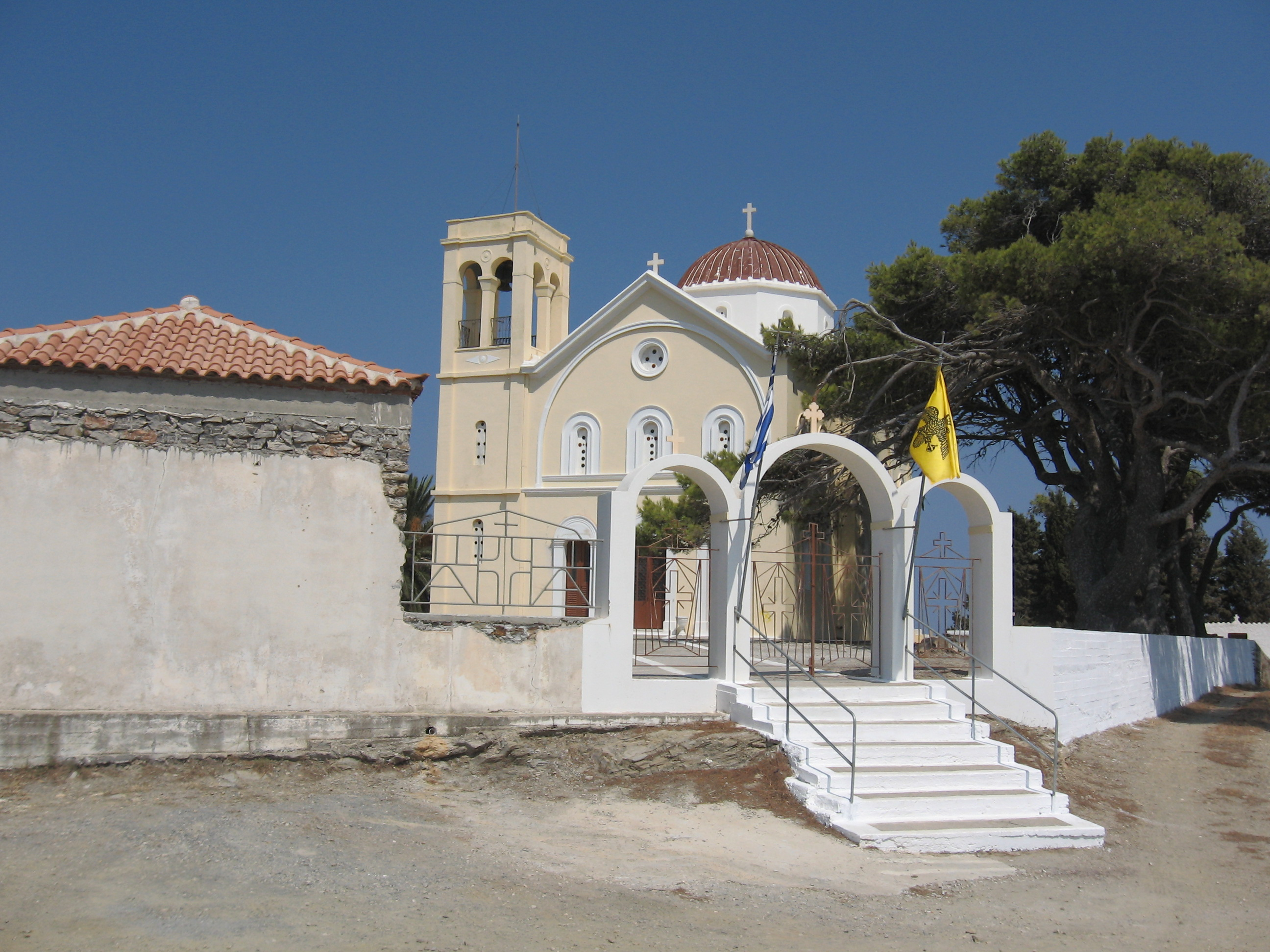
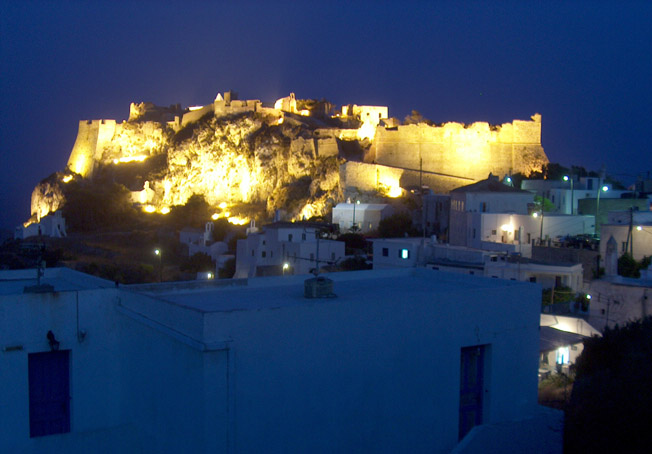
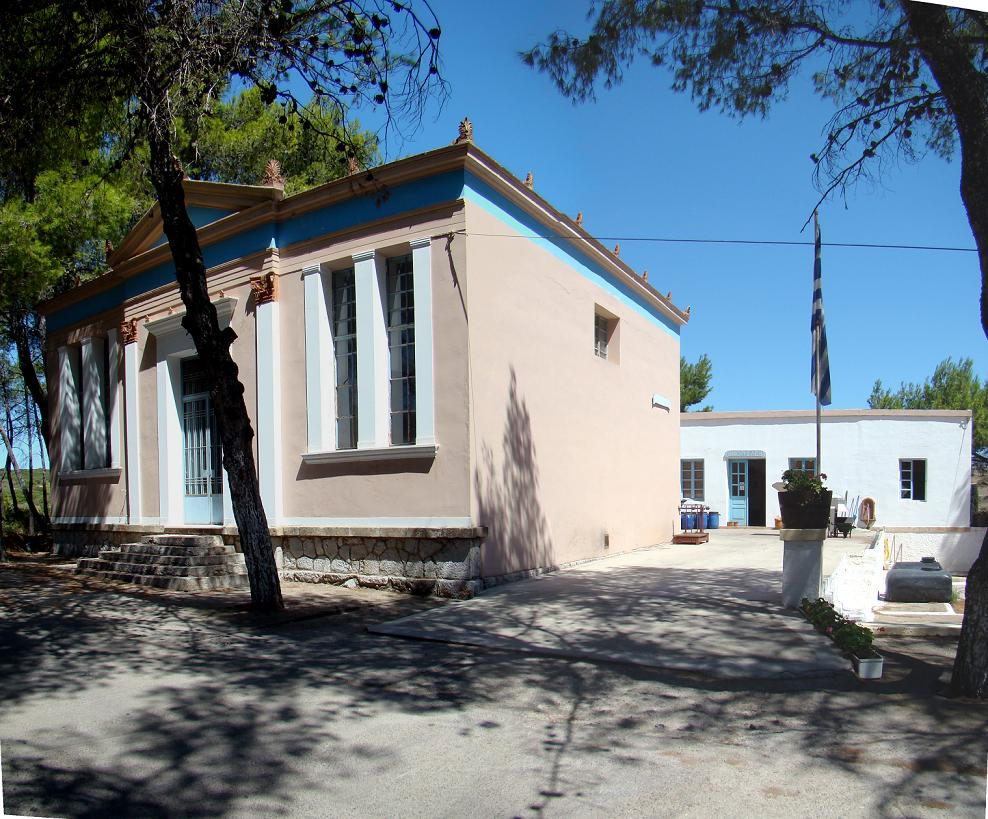
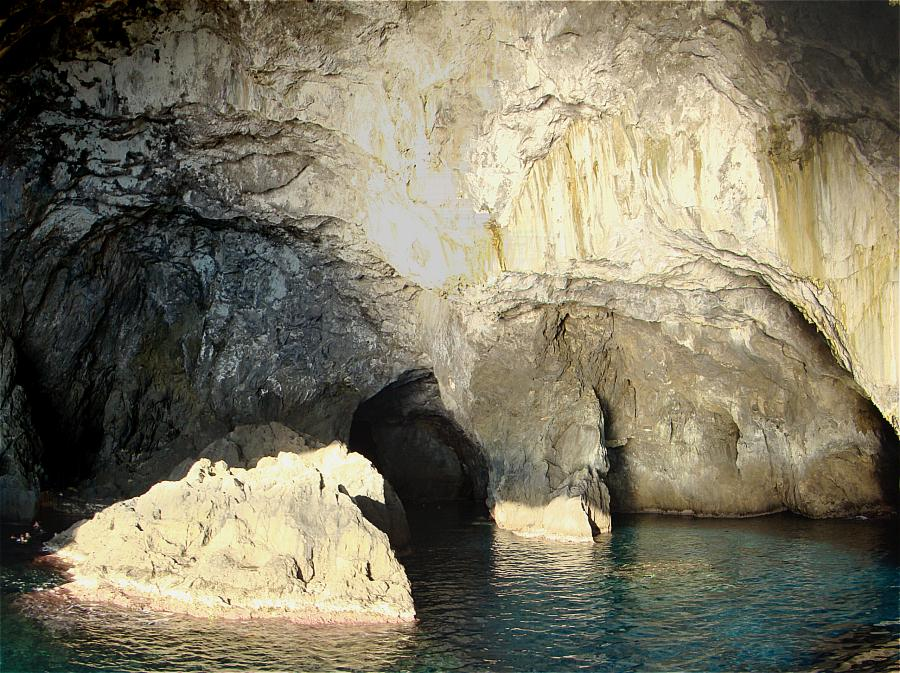
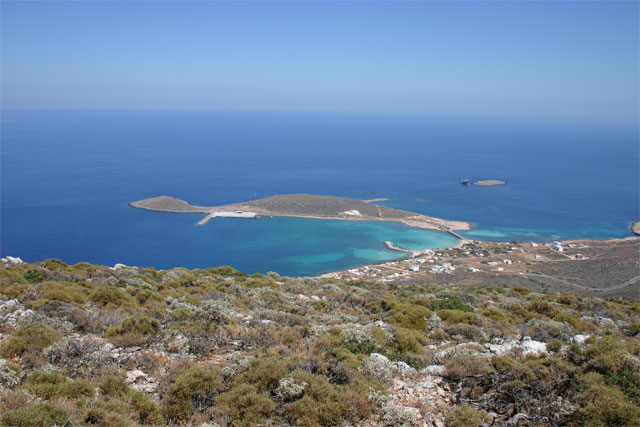
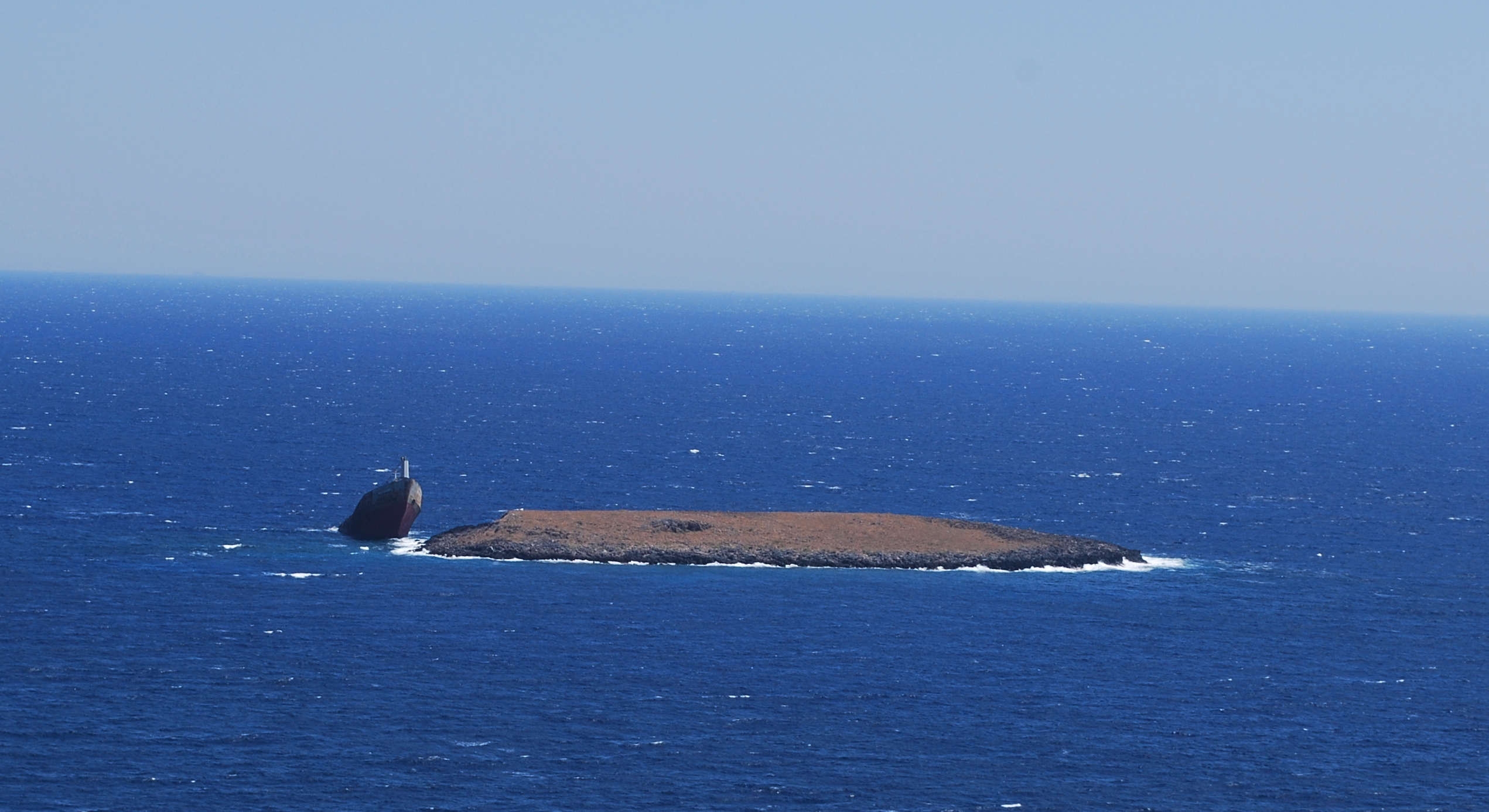
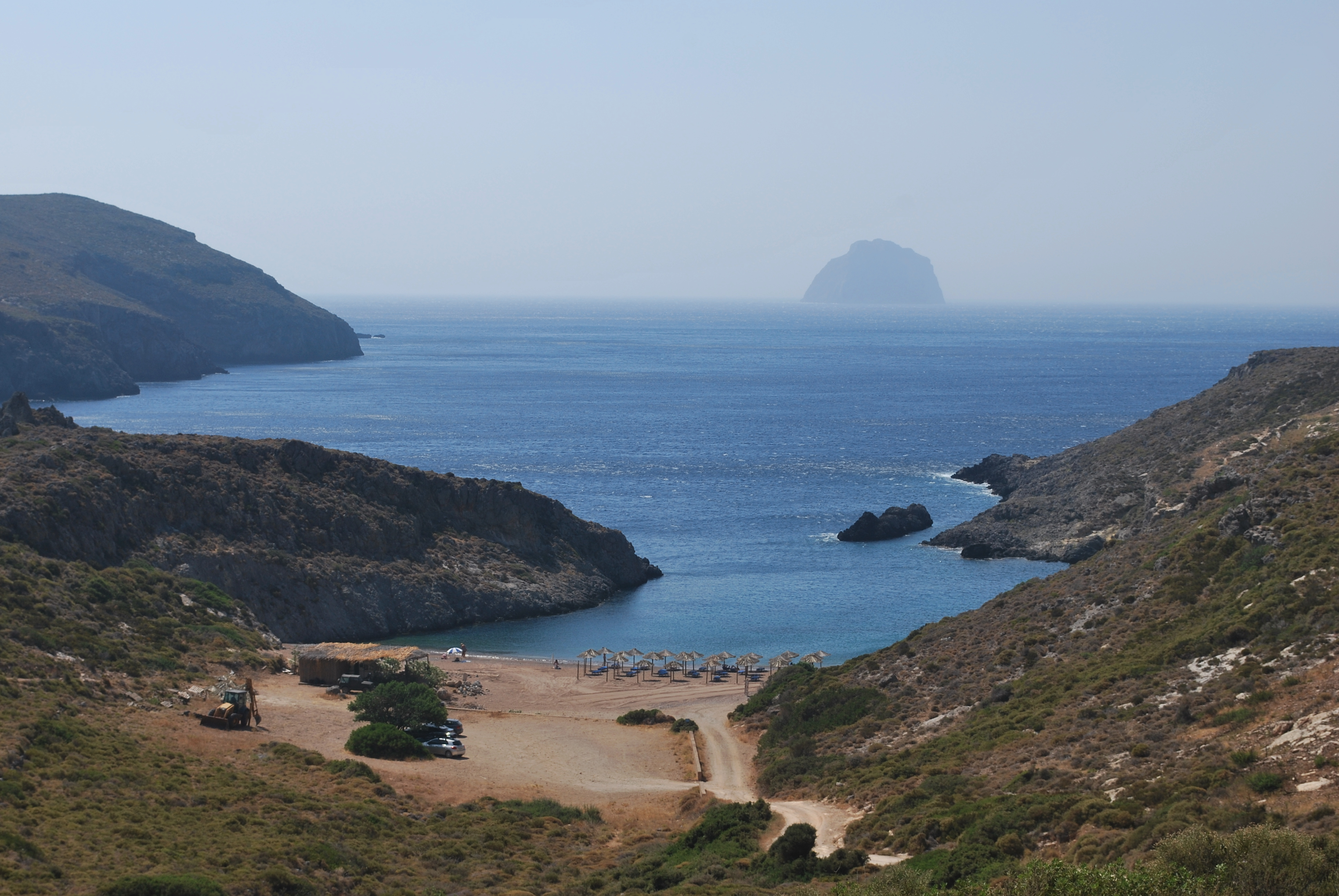
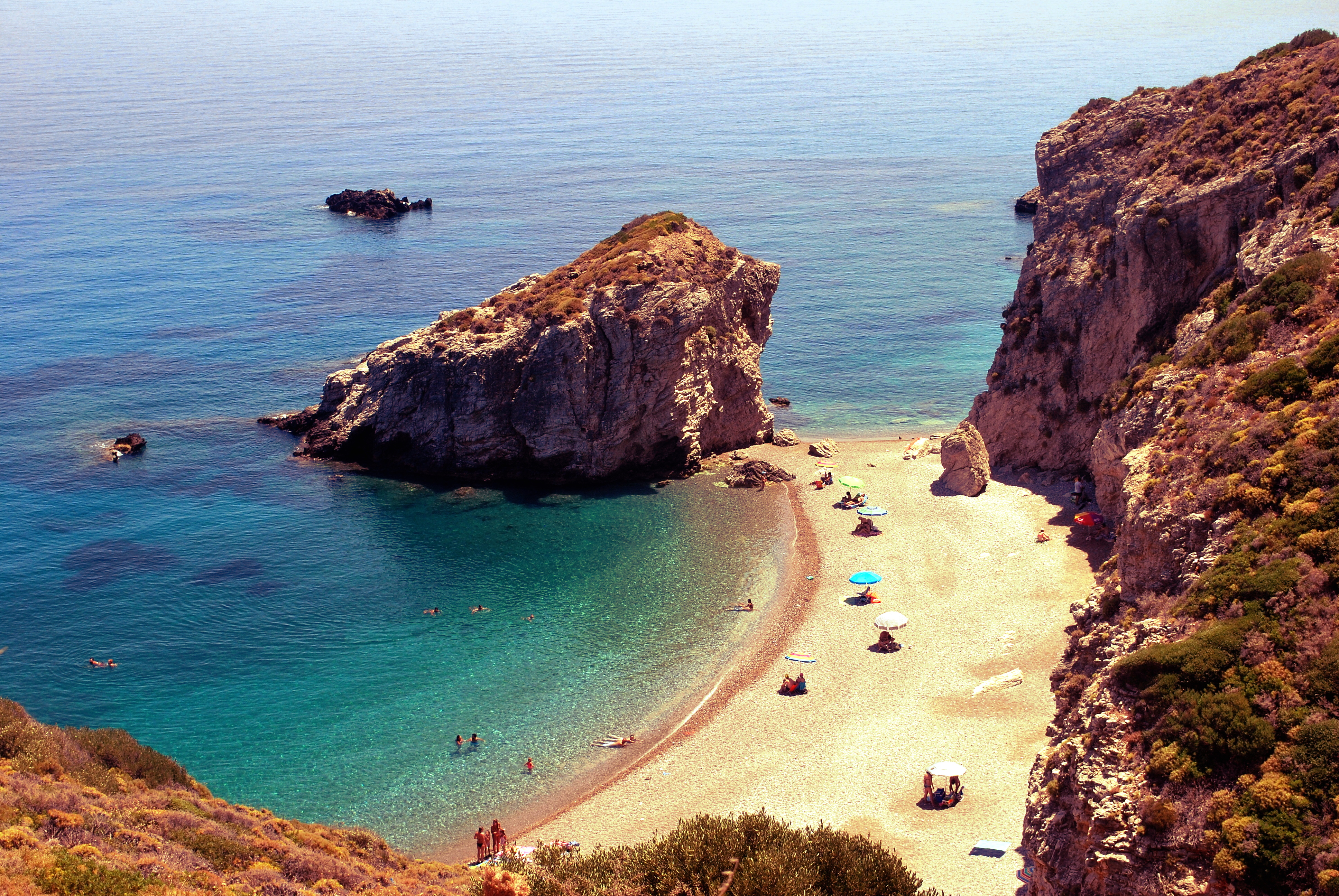
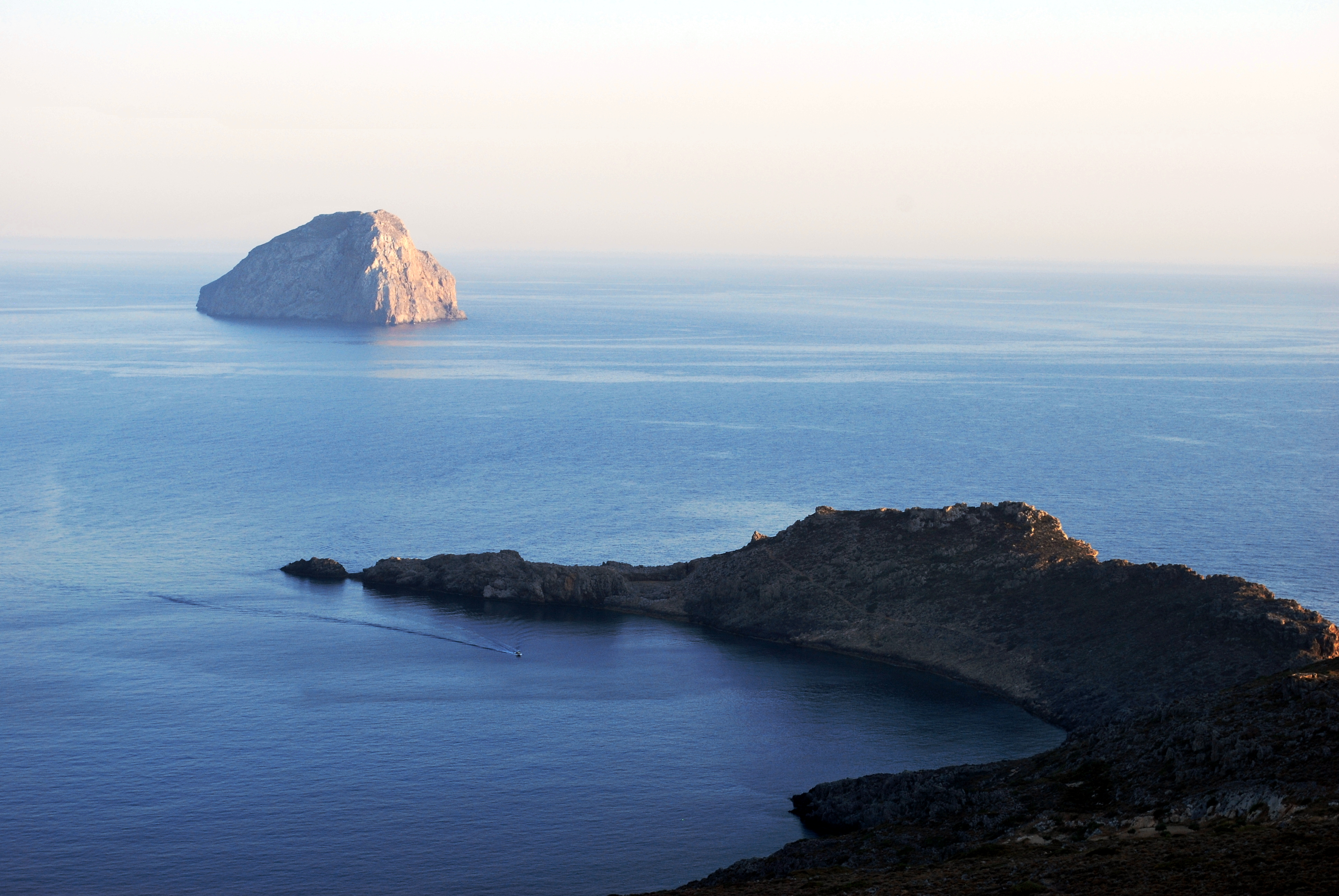